# Seznam nizozemskih sociologov
Seznam nizozemskih sociologov.

## D
- Ivo H. Daalder
- Hans Daalder

## H
- Geert Hofstede

## L
- Arend Lijphart (politolog)

## P
- Antonie Pannekoek
- Fred Polak

## T
- Bart Tromp